# Jhamal Bowen
Jhamal Bowen (Colón, Panamá 8 de enero de 1991) es un saltador de longitud panameño.

## Biografía
Nació en Colón. Al igual que Irving Saladino, fue entrenado por Florencio Aguilar. Como junior, terminó noveno, entre otros, en el Campeonato Mundial Juvenil de 2008, ganó medallas de oro en el Campeonato Sudamericano Juvenil de 2009 y en el Campeonato Panamericano Juvenil de 2009 y terminó quinto en el Campeonato Mundial Juvenil de 2010. Por esa época también compitió en el circuito de encuentros europeo.Finalizó noveno en el Campeonato Iberoamericano de 2008 , ganó la medalla de plata en los Juegos Centroamericanos de 2010 (y una medalla de oro en el relevo), ganó la medalla de oro en el Campeonato Centroamericano de 2011 (y una plata en el relevo), terminó quinto en el Campeonato Iberoamericano de 2012 Campeonato Americano, ganó la medalla de plata en los Juegos Centroamericanos 2013, terminó sexto en el Campeonato Sudamericano 2013, quinto en el Campeonato Iberoamericano 2014, ganó la medalla de oro en el Campeonato Centroamericano 2014, terminó quinto en el Campeonato Centroamericano 2014 y del Caribe, séptimo en el Campeonato Centroamericano de 2015, ganó la medalla de bronce en los Juegos Centroamericanos de 2017, la medalla de oro en el Campeonato Centroamericano de 2017 y finalizó noveno en los Juegos Centroamericanos y del Caribe de 2018.Su mejor salto personal es de 7,97 metros, logrado en mayo de 2008 en Barquisimeto. En ese momento estaba empatado el récord juvenil sudamericano de Thiago Dias.